# Matt Fox
Matt Fox, nome completo Matthew Jacob Fox (Columbus, 4 dicembre 1982), è un ex giocatore di baseball statunitense.

## Carriera

### Inizi e Minor League
Fox si diplomò alla Douglas High School di Coral Springs, Florida e venne selezionato nel 6º turno del draft MLB 2001 dagli Arizona Diamondbacks, tuttavia scelse di non firmare e si iscrisse all'Università della Florida Centrale di Orlando. Entrò nel baseball professionistico, quando venne selezionato nel primo giro del draft amatoriale del 2004, come 35a scelta assoluta, dai Minnesota Twins, che lo assegnarono alla classe Rookie. Un infortunio alla spalla lo tenne lontana dai campi da gioco per l'intera stagione 2005. Nel 2006 tornò in campo nella Appalachian League rookie con gli Elizabethton Twins, finendo con 4 vittorie e nessuna sconfitta, 3.79 di ERA e 2 salvezze in 20 partite di cui una da partente. Nel 2007 passò nella Midwest League singola A con i Beloit Snappers finendo con 7 vittorie e 2 sconfitte, 3.50 di ERA in 22 partite di cui 13 da partente.
Nel 2008 passò nella Florida State League singolo A avanzato con i Fort Myers Miracle finendo con 7 vittorie e altrettante sconfitte, 3.37 di ERA e una salvezza in 32 partite di cui 14 da partente. Nel 2009 passò nella Eastern League doppio A con i New Britain Rock Cats finendo con 9 vittorie e altrettante sconfitte, 3.58 di ERA in 28 partite di cui 26 da partente, ottenendo un premio individuale.
Nel 2010 passò nella International League (INT) triplo A con i Rochester Red Wings finendo con 6 vittorie e 9 sconfitte, 3.95 di ERA in 35 partite di cui 21 da partente.

### Major League

#### Minnesota Twins e Boston Red Sox (2010)
Debuttò nella MLB il 3 settembre 2010, al Target Field di Minneapolis contro i Texas Rangers. Chiuse la stagione con 3.18 di ERA in una partita da partente. 
Il 9 settembre 2010 venne prelevato tra i waivers dai Boston Red Sox, con cui giocò 3 partite chiudendo con 10.80 di ERA. Venne svincolato il 13 gennaio 2011 e nuovamente ingaggiato il 21 gennaio.

### Ritorno in Minor League e ritiro
Nel 2011 giocò nella (INT) con i Pawtucket Red Sox finendo con 10 vittorie e 4 sconfitte, 3.96 di ERA in 28 partite di cui 21 da partente.
Divenne free agent a stagione 2011 ultimata.
Nel 2012 giocò nella Arizona League rookie con gli Arizona League Marines finendo con 1.50 in 3 partite tutte da partente. Poi passò nella Southern League doppio A con i Jacksonville Suns finendo con nessuna vittoria e una sconfitta, 5.63 di ERA in due partite tutte da partente. Infine giocò nella Pacific Coast League (PCL) triplo A con i Tacoma Rainiers finendo con nessuna vittoria e 3 sconfitte, 5.11 di ERA in 3 partite tutte da partente. Nel 2013 giocò nella (PCL) con i Las Vegas 51s, terminando la sua carriera nel professionismo a fine stagione.

## Vittorie e premi
- Mid-Season All-Star della International League con i Pawtucket Red Sox (13 luglio 2011)
- Mid-Season All-Star della Eastern League con i New Britain Rock Cats (15 luglio 2009)
- Lanciatore della settimana della International League con i Pawtucket Red Sox (15 agosto 2011).

## Numeri di maglia indossati
- nº 61 con i Minnesota Twins (2010)
- nº 43 con i Boston Red Sox (2010)